# Archaeosynthemis spiniger
Archaeosynthemis spiniger – gatunek ważki z rodziny Synthemistidae. Endemit Australii, występuje jedynie w południowo-zachodniej części kraju.